# Браславський Борис Якович
Браславський Борис Якович (нар. 23 січня 1936 — 28 жовтня 2012) — російський бард, поет та композитор.

## Життєпис
Народився в м. Дніпродзержинську Дніпропетровської області.
На початку Німецько-радянської війни евакуйований в Магнітогорськ.
Закінчив Саратовський сільсько-господарський інститут за фахом «агроном».
30 років працював учителем біології в середній школі.
Дипломант Грушинського фестивалю авторської пісні, тричі лауреат Ільменського фестивалю авторської пісні. Засновник і перший президент Магнітогорського rлубу самодіяльної пісні.
З 1996 жив в м. Санкт-Петербурзі.
Всі свої пісні Борис Браславський написав на власні тексти (за винятком однієї, написаної на вірші поета Владилена Машковцева).
У 2005 році ансамбль «Білий день» випустив диск «Лийся пісня», де виконує пісню «Дим» Бориса Браславського. Пісня вказана народною.
Помер 28 жовтня 2012 року.
В 2013 році вийшов подвійний диск його пісень «Ласкаве багаття».